# Theridion chamberlini
Theridion chamberlini là một loài nhện trong họ Theridiidae.
Loài này thuộc chi Theridion. Theridion chamberlini được Lodovico di Caporiacco miêu tả năm 1949.